# Northwood (Ohio)
Northwood – miasto w Stanach Zjednoczonych, w północno-zachodniej części stanu Ohio, kilkanaście kilometrów na południe od miasta Toledo.
Liczba mieszkańców w 2000 roku wynosiła 5488.